# Gare de Digoin
Gare de Digoin vasútállomás Franciaországban, Digoin településen.

## Vasútvonalak
Az állomást az alábbi vasútvonalak érintik:
- Moulins-Mâcon-vasútvonal

## Kapcsolódó állomások
A vasútállomáshoz az alábbi állomások vannak a legközelebb:
- Gare de Paray-le-Monial (Gare de Dijon-Ville, TER Bourgogne 2-es vonal)
- Gare de Saint-Agnan (Gare de Moulins-sur-Allier, TER Bourgogne 2-es vonal)